# Hambarište
Hambarište je naselje u Hrvatskoj u sastavu Grada Vrbovskog. Nalazi se u Primorsko-goranskoj županiji.

## Zemljopis
Sjeerno su Vrbovsko i Hajdine, sjeveroistočno su Stubica i Tuk, južno je obala rijeke Dobre, zapadno je ušće rijeke Kamačnika u Dobru, sjeverozapadno su Vujnovići.

## Stanovništvo
| broj stanovnika |       |       | 165   | 224   | 190   | 149   | 115   | 129   | 80    | 105   | 106   | 100   | 79    | 131   | 54    | 38    | 34    |
|                 | 1857. | 1869. | 1880. | 1890. | 1900. | 1910. | 1921. | 1931. | 1948. | 1953. | 1961. | 1971. | 1981. | 1991. | 2001. | 2011. | 2021. |